# Порхю
Порхю (кор. 벌휴, 伐休, Beolhyu, Pŏrhyu; пом. 196) — корейський правитель, дев'ятий володар (ісагим) держави Сілла періоду Трьох держав.

## Походження
Походив з роду Сок. Відповідно до Самгук Сагі, коли помер ван Адалла, не лишивши спадкоємців, народ обрав новим правителем Порхю. Таким чином припинилась ера перебування на троні представників родини Пак, нащадків засновника держави, вана Хьоккосе.
Деякі джерела називають його онуком вана Тхархе, втім таке твердження є вкрай сумнівним, оскільки він зійшов на трон за 104 роки після смерті Тхархе. Мати Порхю належала до клану Кім.

## Правління
185 року Порхю завоював невеличке володіння Сомунґук (сучасний Ийсон). Також 188, 189 та 190 року Сілла мала військові конфлікти з сусідньою Пекче.
Помер 196 року. Трон по його смерті успадкував Нехе.